# 檀溪街道
檀溪街道是中华人民共和国湖北省襄阳市襄城区下辖的一个街道办事处。
2013年，襄阳市人民政府批复同意调整檀溪街道办事处管辖范围，驻地不变。将檀溪街道办事处管辖的慧苑社区划归真武山街道办事处。调整后，檀溪街道共辖4个社区、2个村。分别为檀溪湖、虎头山、万山、顺安山社区和营盘、麒麟村。户籍人口44431人，版图面积14.02平方公里。

## 行政区划
檀溪街道下辖以下村级行政区划单位：
虎头山路社区、万山社区、顺安山社区、檀溪湖社区、营盘村和麒麟村。